# Concile de Clermont (535)
Pour les articles homonymes, voir Concile de Clermont.
Le premier concile de Clermont (Concilium Arvernense, Claromontanum) s'est déroulé à partir du 8 novembre 535 dans la ville auvergnate d'Arvernis, qui prendra au IXe siècle le nom de Clermont et qu'on appelle aujourd'hui Clermont-Ferrand.

On parle aussi du « synode local de Clermont ».

Seize décrets y ont été pris.

## Participation

Évêques ayant participé au concile de Clermont (en jaune et en vert).

Quinze évêques ont participé à cette assemblée locale :
- Dalmace de Rodez
- Deutère de Lodève
- Désiré de Verdun, 9e évêque de Verdun ;
- Domitien de Tongres, évêque de Tongres-Maastricht ;
- Flavius de Reims
- Gal Ier de Clermont, évêque de Clermont ;
- Gramace d'Avenches
- Grégoire de Langres ;
- Hespere de Metz
- Honorat de Bourges ;
- Ilère de Mende, évêque de Mende, qui signe les décrets de morale et de discipline intérieure ;
- Loup de Châlons-sur-Marne
- Nicetius de Trèves ou Nizier, évêque de Trèves, dont on a la souscription, c'est-à-dire la signature d'approbation du concile ;
- Rurice de Limoges
- Venant/Venance, évêque de Viviers.

## Nomination des évêques
Le second canon du premier concile de Clermont rappelle que la dignité épiscopale, le fait de devenir évêque, doit être accordée en fonction des mérites et non à la suite d'intrigues. Un idéal est à atteindre : l'indépendance totale du domaine politique dans le choix des évêques. L'évêque sera librement élu par le clergé et le peuple, avec le consentement du métropolitain.

## Chasteté
Le canon 13 impose aux ecclésiastiques mariés la continence perpétuelle et leur défend expressément d'embaucher des domestiques femmes, de quelqu'âge qu'elles soient, afin de préserver leurs vœux de chasteté. Le concile d'Aix, en 1585, prenant en compte que cette interdiction est peu respectée (nombreux cas de concubinage avec leur bonne), leur permet d'avoir des servantes de bonnes mœurs, mais âgées d'au moins 50 ans.

## Un concile antijudaïque
Comme lors des conciles d'Elvira (305), de Vannes (465) et des trois conciles d'Orléans (533, 538, 541), avec le concile de Clermont (535), l'Église interdit aux Juifs de partager des repas avec des chrétiens ou de faire des mariages mixtes, et proscrit la célébration du sabbat, le but étant de limiter l'influence du judaïsme sur la population. Mais l'Église va plus loin ; elle s'engage dans une politique de conversion forcée. Ainsi, en 576, l'évêque Avit de Clermont exige des 500 juifs de sa ville qu'ils se convertissent avant d'exiler à Marseille les récalcitrants.